# Machimus antennatus
Machimus antennatus är en tvåvingeart som först beskrevs av Becker 1908.  Machimus antennatus ingår i släktet Machimus och familjen rovflugor.
Artens utbredningsområde är Kanarieöarna. Inga underarter finns listade i Catalogue of Life.